# Upplands runinskrifter 221
Upplands runinskrifter 221 är en halv runsten som nu är placerad direkt innanför kyrkogårdsmuren vid Vallentuna kyrka i Vallentuna socken och Vallentuna härad, Uppland. 

## Stenen
Stenen som är från vikingatiden upptäcktes år 1939 på kyrkogården, i samband med en gravgrävning. Materialet består av grå granit och stenen är skadad, knappt hälften återstår. Den andra hälften kan således finnas någonstans i närheten. Fragmentets ornamentik uppvisar nedre delen av ett runband som är fjättrat med ett iriskt koppel.

## Inskriften
Translitterering av runraden:
(i)(g)(u)nf... ... iftiʀ · sikf... ...
Normalisering till runsvenska:
Gunnf[astr](?) ... æftiʀ Sigf[ast](?) ...
Översättning till nusvenska:
Gunnfastr(?) ... efter Sigfast ...